# Homolka și portofelul
Homolka și portofelul (titlul original: în cehă Homolka a tobolka) este ultimul film de comedie cehoslovac din trilogia familiei „Homolka”, realizat în 1972 de regizorul Jaroslav Papoušek având protagoniști actorii Josef Šebánek, Marie Motlová, František Husák, Helena Růžičková. În film joacă și cei doi copii gemeni ai regizorului Milos Forman, Petr Forman și Matěj Forman. 

## Rezumat
De această dată, cunoscuta familie pragheză Homolka din O duminică în familie și O duminică pierdută, este surprinsă în concediul cel mult așteptat. Din primele clipe ale sosirii lor în stațiunea montană, au parte numai de ghinioane care se țin în continuu scai de ei. Tocmai când vor să tragă un pui de somn în timpul zilei (și ce dacă, doar sunt în concediu), un vecin se apucă să bată cu ciocanul cuie în perete, altădată sunt inundați sau dă buzna peste ei un străin care a greșit camera. Toate aceste mici drame cotidiene care oricui i se pot întâmpla,  la ei iau amploarea unei catastrofe nemărginite. Totuși armonia în familie trebuie păstrată, sunt la urma urmei în concediu, chiar dacă se mai iscă între ei mici gâlcevi. Dar liniștea și înțelegerea nu durează prea mult, deoarece culmea ghinionului face ca bunicul să piardă portofelul cu banii de concediu...

## Distribuție
- Josef Sebánek – bunicul Homolka
- Marie Motlová – bunica Homolka
- František Husák – Ludva, tatăl gemenilor
- Helena Růžičková –  nora Hedus, mama gemenilor
- Jirí Hrzán – Bedrich Bradácek
- Iva Janzurová - Burdová
- Petr Forman - geamănul Péta
- Matej Forman - geamănul Máta
- Jirí Cutka - Francek Petrlík
- Vera Kresadlová - Nováková
- Eugen Jegorov - Bohous Novak
- Eva Emmerová - Pavla Chadimová
- Ludmila Roubíková - Dernácková
- Jaroslava Schallerová – fata cea frumoasă